# Il bacio azzurro
Il bacio azzurro è un film del 2015 diretto da Pino Tordiglione.

## Trama
Francesco è un bambino vispo e curioso che vive però una situazione familiare difficile. I suoi successi scolastici sono annebbiati dalla separazione dei genitori, Giulia e il marito, l'ingegnere Ciretti, funzionario responsabile dell'acquedotto. Il suo sogno è quello di rivederli uniti e per questo gli viene in aiuto il nonno, Angelo. Per un compito avuto a scuola, durante le vacanze intraprende con lui un lungo viaggio alla scoperta del territorio e, attraverso i racconti del nonno e le lunghe passeggiate insieme a lui, Francesco apprende che l'acqua è bene prezioso da rispettare e da salvaguardare. Alla fine del viaggio, non solo ha appreso una importante lezione, ma "qualcuno", in silenzio e discretamente, ha realizzato il suo desiderio.

## Produzione
Girato interamente in Irpinia e in parte del Sannio, il titolo prende spunto da una poesia di Federico García Lorca intitolata La pioggia:
È un bacio azzurro che riceve la Terra, il mito primitivo che si rinnova. Il freddo contatto di cielo e terra vecchi con una pace da lunghe sere…»
(Federico García Lorca, La pioggia)
Le riprese si sono svolte da maggio a luglio del 2013. 

## Distribuzione
Il 23 marzo 2015 è stato presentato in anteprima nazionale presso la Cineteca di Bologna e dal 20 aprile dello stesso anno è uscito nelle sale. Selezionato per il Green Drops Award alla 72ª mostra internazionale d'arte cinematografica di Venezia e al Giffoni Film Festival.